# Frederiek Grijpma
Frederiek Grijpma (Hendrik-Ido-Ambacht, 28 juni 1970) is een voormalig Nederlands hockeyster. 
Grijpma kwam in de periode 1993-1994 27 keer (7 doelpunten) uit voor de Nederlandse dameshockeyploeg. Met die ploeg speelde ze mee op de Champions Trophy 1993 en het WK 1994. De verdedigster speelde daarnaast ruim 13 jaar lang in het shirt van Laren. In 1996 verkaste ze naar Amsterdam. In 1999 stopte de strafcornerspecialist met tophockey, toen ze terugkeerde naar Laren om in het tweede te gaan hockeyen. In 1994 en in haar laatste seizoen op het hoogste niveau werd ze topscorer van de Hoofdklasse. Haar jongere zus Tsjitske Grijpma was ook verdedigster en speelde ook enige jaren in het eerste van Laren. 